# Rane
Pour plus de détails, voir Fiche technique et Distribution.
Rane (en serbe cyrillique : Ране), Les Cicatrices, est un film dramatique yougoslave, écrit et réalisé par Srđan Dragojević, sorti en 1998. 

## Présentation
Rane dépeint les vies violentes de deux jeunes gens de Belgrade, aspirant à se faire un nom dans le monde du crime organisé de la capitale serbe. L'histoire se situe dans les années 1990, dans le contexte des Guerres de Yougoslavie et de la montée de la haine entre les Serbes et les Croates.
Le film a remporté le Cheval de bronze du Festival international du film de Stockholm et un prix FIPRESCI au Festival du film de Thessalonique, « en raison de sa peinture dramatique de la réalité brutale et complexe de la vie dans les Balkans d'aujourd'hui ».

## Fiche technique
- Titre original : Ране
- Titre français : Rane
- Réalisation et scénario : Srđan Dragojević
- Musique : Aleksandar Habić
- Photographie : Dušan Joksimović
- Production : Dragan Bjelogrlić
- Pays de production :  RF Yougoslavie,  Allemagne
- Langue : serbo-croate
- Genre : drame
- Durée : 103 minutes
- Date de sortie : 1998

## Production
Le film est fondé sur les vies réelles de deux jeunes criminels serbes. Le réalisateur Dragojević a choisi l'acteur principal, Dušan Pekić, parmi 5 000 jeunes gens auditionnés pour le rôle ; l'acteur fut retenu en raison d'une similitude avec le milieu du personnage de Pinki. Ce rôle fut le premier et le dernier de Pekić, mort en 2000 à l'âge de 20 ans.